# سینمای تامیل سریلانکا

سینمای تامیل سریلانکا

سینمای تامیل سریلانکا (انگلیسی: Sri Lankan Tamil cinema) به‌طور اختصاصی به فیلم‌های تامیلی زبان در کشور سریلانکا اشاره دارد. آثار محدود سینمای سریلانکا قبل و بعد از استقلال این کشور به زبان‌تامیلی، سینهالی و هندی عرضه می‌شود.
از ۱۹۴۷ تا ۱۹۷۱ سینمای سریلانکا تحت تأثیر شدید سینمای هند قرار داشت. با تأسیس شرکت ملی فیلم سریلانکا در سال ۱۹۷۲ تولید فیلم در سریلانکا رشد گرفت. اما این مهم با درگیری‌های داخلی همراه شد. پس از استقلال سریلانکا، شورشیان تامیل در سال ۱۹۷۲ سلاح به دست گرفتند و با دولت مرکزی این کشور وارد نبرد مسلحانه شدند. این مناقشات سیاسی و جنگ‌های داخلی ۳۰ سال به طول انجامید و ناامنی شدید در سریلانکا به فرهنگ و هنر این کشور لطمه فراوان زد. تعداد سینماها در ۱۹۷۹ به ۳۶۵ عدد رسیده بود اما این رقم در سال ۲۰۰۹ به ۱۴۷ مورد کاهش یافت. تولیدات سینمایی نیز از ۳۵ فیلم به ۲ فیلم در ۲۰۰۲ رسید.
مردمان استان شمالی سریلانکا قوم تامیل به زبان‌تامیلی سخن می‌گویند اما به هر روی در تولیدات سینمایی محدود سریلانکا بازیگران تامیلی‌زبان نقش عمده داشتند. با این همه سینمای تامیل سریلانکا هرگز به مانند سینمای سریلانکا که آثارش عمدتاً به زبان سینهالی و هندی و حتی انگلیسی اکران می‌شود دارای رشد و توسعه نشد.
آخرین فیلم سینمای تامیل سریلانکا پادشاهان کومالی Komaali Kings نام دارد. فیلمی در سبک کمدی سیاه که با بودجه ۳۰ میلیون روپیه ساخته شد و در فوریه ۲۰۱۸ اکران گردید.